# Felix Becker (historyk sztuki)
Karl Günther Ernst Felix (ur. 27 września 1864 w Sondershausen, zm. 23 października 1928 w Lipsku) – niemiecki historyk sztuki. Studiował w Lipsku i Bonn. Po wieloletnich podróżach osiadł w Lipsku. Od 1907 z Ulrichem Thieme wydawał Allgemeine Lexikon der bildenden Künstler von der Antike bis zur Gegenwart, fundamentalny niemiecki leksykon biograficzny poświęcony historii sztuki.

## Publikacje
- Schrift-Qu. z. Gesch. d. altniederländ. Malerei, 1897;
- Beschreibender Kat. d. Gemäldeslg. Altenburg, 1898, ²1916;
- Die Gal. Speck v. Sternburg, Lützschena, 1904;
- Inventar d. Kunstschätze d. Leipziger Univ. (1914) u. d. Dt. Gesellschaft;
- Handzeichnungen hervorragender Künstler d. 15. bis 18. Jh.s aus Privatslgg., 1921;
- Handzeichnungen holländ. Meister aus d. Slg. Dr. Hofstede de Groot u. Folge, 1923;
- Klinger-Album, 1928